# Ліньхай
Ліньхай (кит. спр. 临海市, піньїнь: Línhăi Shì) — місто-повіт в східнокитайській провінції Чжецзян, складова міста Тайчжоу.

## Географія
Ліньхай лежить на березі Східнокитайського моря.

### Клімат
Місто знаходиться у зоні, котра характеризується вологим субтропічним кліматом. Найтепліший місяць — липень із середньою температурою 27.7 °C (81.9 °F). Найхолодніший місяць — січень, із середньою температурою 5.1 °С (41.2 °F).
| Клімат Ліньхая          | Клімат Ліньхая | Клімат Ліньхая | Клімат Ліньхая | Клімат Ліньхая | Клімат Ліньхая | Клімат Ліньхая | Клімат Ліньхая | Клімат Ліньхая | Клімат Ліньхая | Клімат Ліньхая | Клімат Ліньхая | Клімат Ліньхая | Клімат Ліньхая |
| Показник                | Січ.           | Лют.           | Бер.           | Квіт.          | Трав.          | Черв.          | Лип.           | Серп.          | Вер.           | Жовт.          | Лист.          | Груд.          | Рік            |
| Середня температура, °C | 5,1            | 5,9            | 9,7            | 15,3           | 20             | 23,6           | 27,7           | 27,4           | 23,7           | 18,6           | 13,2           | 7,5            | 16,5           |
| Норма опадів, мм        | 50.7           | 80.2           | 113.5          | 142.3          | 189.7          | 219            | 144.7          | 190.8          | 194            | 85.4           | 66.8           | 45.4           | 1522.5         |
| Днів з опадами          | 13,9           | 15,3           | 18,5           | 18,5           | 18,8           | 17,6           | 13,1           | 14,3           | 13,9           | 12,2           | 12,2           | 12,5           | 180,8          |
| Вологість повітря, %    | 74.6           | 78.3           | 80.6           | 81.9           | 83             | 86.2           | 82.9           | 81.6           | 81.9           | 78.3           | 75.3           | 73.3           | 79.8           |
| ----------------------- | -------------- | -------------- | -------------- | -------------- | -------------- | -------------- | -------------- | -------------- | -------------- | -------------- | -------------- | -------------- | -------------- |
| Джерело: Weatherbase    |                |                |                |                |                |                |                |                |                |                |                |                |                |